# Arnaud de Comps
Arnaud de Comps (zm. 1163), 4 wielki mistrz joannitów w latach 1162–1163.